# Cyprien Despourrins
Cyprien Despourrins ou Despourrin, né à Accous, Béarn, en 1698, et mort en 1759, est un poète béarnais de langue d'oc, auteur de chansons écrites en béarnais, célèbres et emblématiques de ce pays telles que : Rossinholet qui cantas (Petit rossignol qui chantes) et Quant vòs ganhar pastoreta charmanta (Combien veux-tu gagner charmante bergère).

## Œuvre et langue
Ses chansons, écrites dans un béarnais de la plaine et non pas dans celui de sa vallée d'Aspe, connurent immédiatement un grand succès et furent interprétées par le chanteur Pierre de Jélyotte auprès de son élève de chant : la marquise de Pompadour.

## Obélisque d'Accous
Un obélisque est dressé à Accous, en pleine montagne, en hommage à Despourrins. Son socle présente sur ses différentes faces des textes qui lui furent dédiés par deux grands auteurs du XIXe siècle : un du poète agenais Jasmin et un autre du Béarnais Xavier Navarrot ; ce socle présente également un bas relief avec trois épées, symbole d'Accous et de la famille Despourrins, évoquant un combat au cours duquel son père, Pierre Despourrins, en 1674, se défit seul de trois adversaires, remportant ainsi leurs épées.

## Biographie
- Sa mère Gabrielle de Miramont[5] possédait le château de Miramont à Adast dont il hérite et en fait sa demeure[6]. Il y meurt en 1759.

### Bibliographie

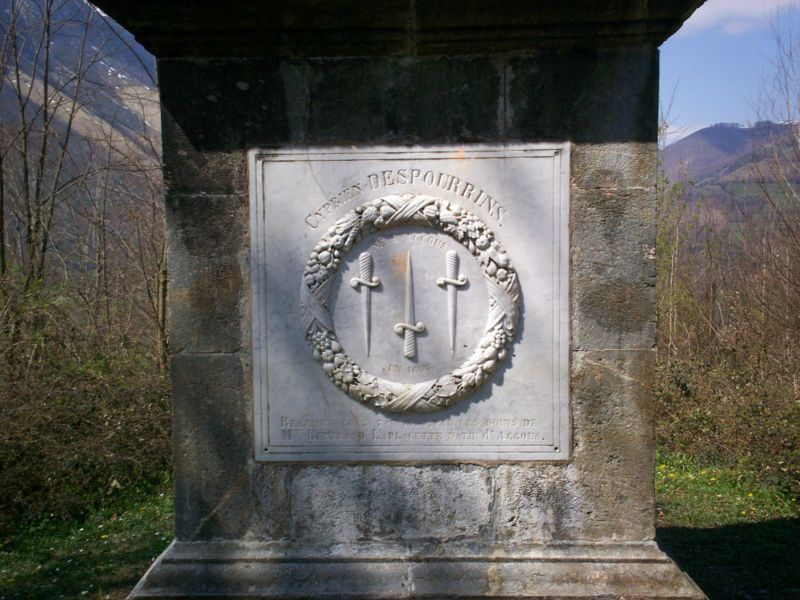
La triple épée du socle de l'obélisque

## Chansons

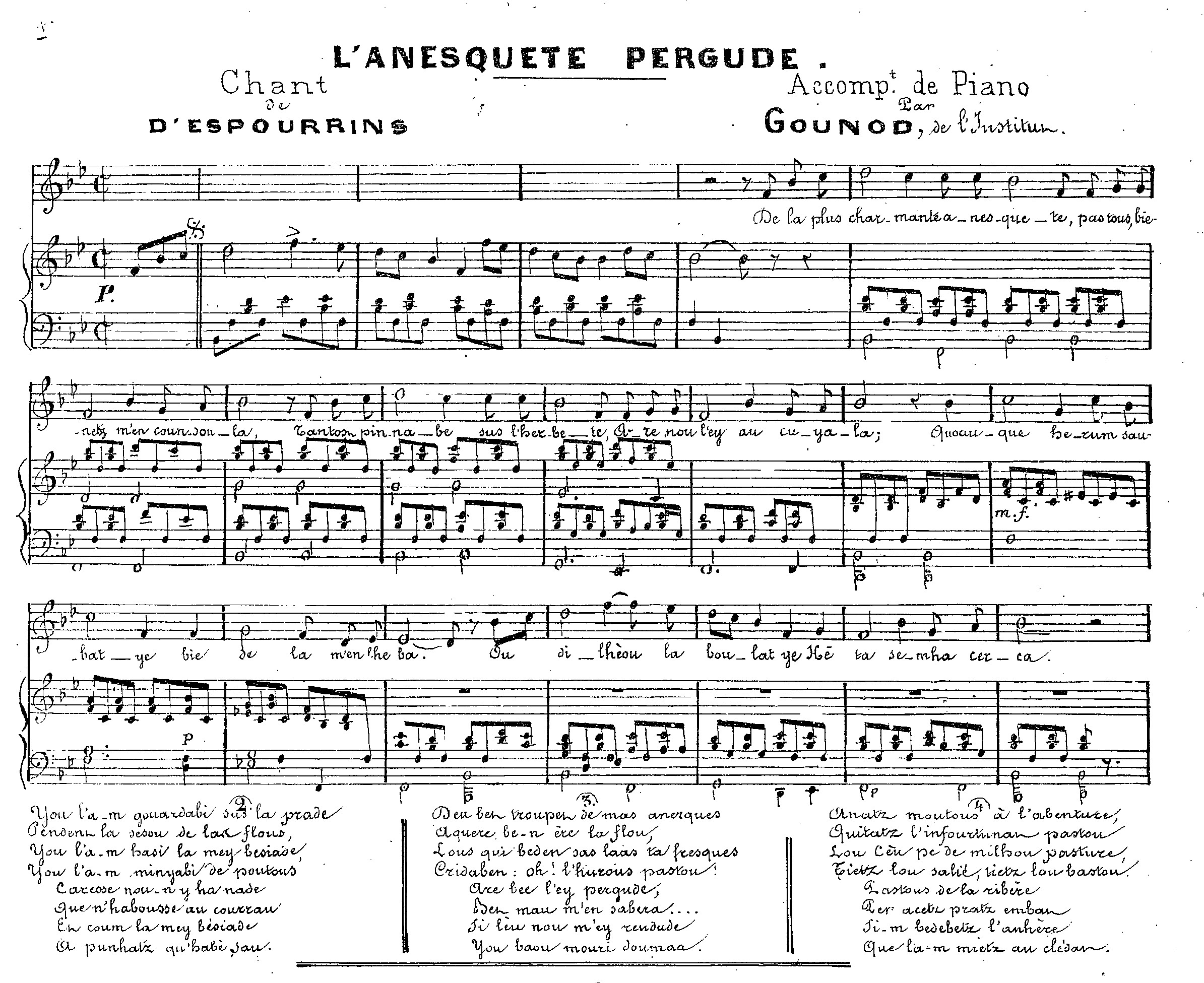
Anesqueta perguda
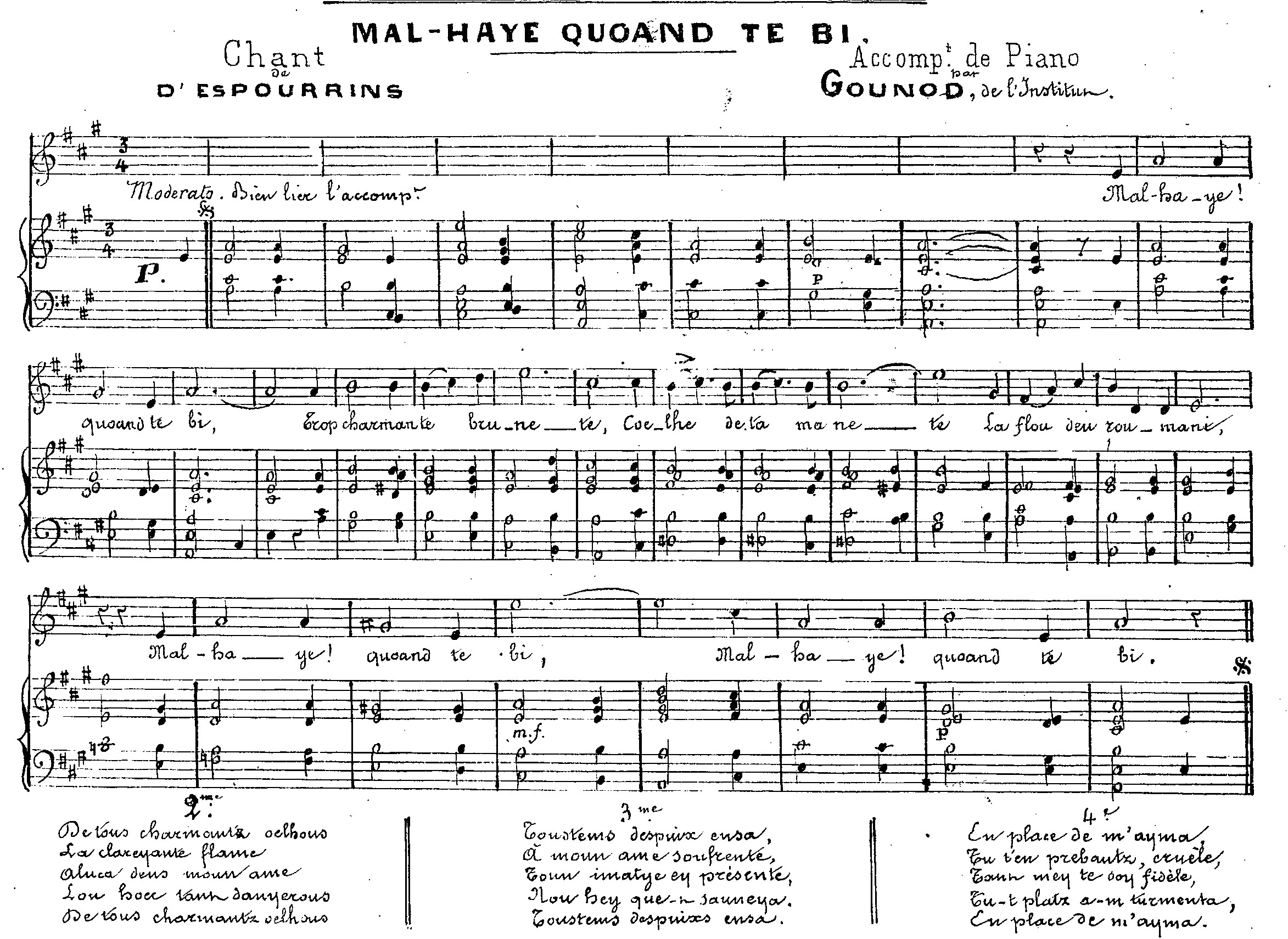
Malaia
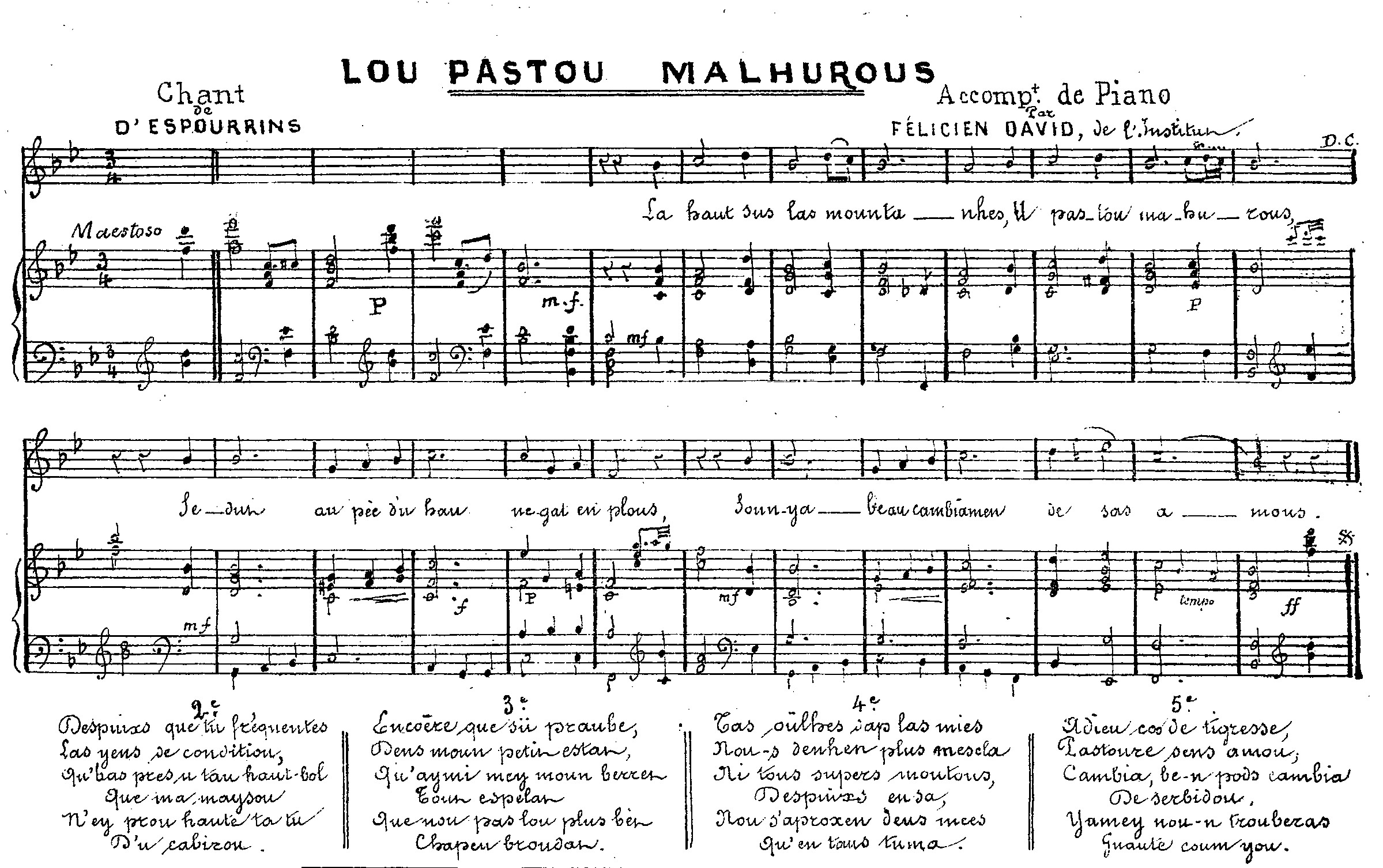
Lo pastor malurós